# Gonostygia jacopa
Gonostygia jacopa är en fjärilsart som beskrevs av William Schaus 1921. Gonostygia jacopa ingår i släktet Gonostygia och familjen nattflyn. Inga underarter finns listade i Catalogue of Life.